# 辻邦生
辻 邦生（つじ くにお、1925年（大正14年）9月24日 - 1999年（平成11年）7月29日）は、日本の小説家・フランス文学者。学習院大学教授も務めた。
東京駒込に生まれた。信州・長野の信州旧制松本高校で敗戦の前後を過ごしたことが、精神上大きな糧となる。
東京大学仏文科卒業後、渡仏。その時の日記『パリの手記』（1973年 - 1974年）は、辻文学の素材と風土を語る貴重な資料である。滞仏中にギリシア旅行をし、パルテノンの神殿に永遠の人間のあり方を見、『見知らぬ町にて』（1967年）を執筆した。1961年、帰国の途中で書きはじめた『廻廊にて』（1963年）で近代文学賞を受賞。以後、『安土往還記』（1968年）、『背教者ユリアヌス』（1969年 - 1972年）などの長編歴史小説を次々と発表した。人間精神の高貴さを物語性の追求の中で描き続けた作家である。

## 来歴・人物
東京市本郷区駒込西片町に生まれる。父はジャーナリストで薩摩琵琶の伴奏家・辻靖剛、母は鹿児島県の医家の出身。辻家の本籍地は山梨県東山梨郡春日居町国府（現笛吹市）で、代々の医家だった。9月24日生まれだったことから、「くにお」と名付けられる。
1930年（昭和5年）に名古屋へ転居し、1932年（昭和7年）に東京へ戻り、赤坂区に住む。赤坂小学校から旧制日大三中を経て、湯河原に疎開時に1浪し、1944年（昭和19年）に旧制松本高等学校理科乙類へ入学、翌1945年（昭和20年）には文科乙類へ転科し、学制改革により信州大学となった1949年（昭和24年）まで過ごした。この間の1945年6月、寮生活において斎藤宗吉（北杜夫）と知り合い終生交流し、回覧雑誌や句会を行い、演劇にも親しみ脚本執筆、出演もした。なお、辻が先輩として出会ったが、留年のため卒業年次では後輩である。また1946年（昭和21年）三俣蓮華岳の山小屋で、約一か月番人をした。信州大学卒業後は、東京大学文学部仏蘭西文学科へ入学。大学では渡辺一夫に師事する一方、民生デイゼル工業（当時、現・UDトラックス）宣伝部嘱託として働き、父の新聞も手伝い記者の仕事もしている。1952年（昭和27年）に卒業し同・大学院に進んだ。卒業論文は「スタンダール論－ヴィクトリースからメラニーへ」。卒業の翌年に、辻佐保子（旧姓後藤、のち名古屋大学名誉教授、ビザンツ美学美術史専攻）と結婚する。立教大学助教授、学習院大学文学部フランス文学科（現・フランス語圏文化学科）教授などを歴任し、後年まで教鞭を執る。学習院大学の同僚に粟津則雄、白井健三郎、福永武彦、山崎庸一郎らがいる。
1957年から1961年までフランス・パリに留学する。フランスに向かう船中で加賀乙彦と知り合う。滞在中は、しばしば森有正の元を訪ねた。1960年、小説「ハンニバルの城」（のち「城」と改題）の原稿を北杜夫へ送る。北がこれを埴谷雄高へ渡し、帰国後の1961年、辻の小説作品としては初めて「城」が『近代文学 (雑誌)』に発表される。1963年、『廻廊にて』で近代文学賞。以後『安土往還記』や『背教者ユリアヌス』などの歴史小説で、様々な文学賞を受け、その活躍から小川国夫、加賀乙彦とともに「73年三羽烏」と称された。また、江藤淳は、この「73年三羽烏」に丸谷才一を加えた4人を「『フォニイ』考」で批判しており、江藤と平岡篤頼の「フォニイ論争」を引き起こした。
1981年（昭和56年）、父の死去を機に辻家の家系を探訪する。その際に山梨県立図書館に所蔵されていた「辻家文書」（現在は山梨県立博物館所蔵）などを参照し、小説『銀杏散りやまず』として発表する。
西行の生涯を描いた歴史小説『西行花伝』で谷崎潤一郎賞を受賞する。1996年、日本芸術院会員。
当初藤原定家を題材とした長編小説「定家春秋」（のち「浮舟」と改題）を構想し、1995年（平成7年）2月には京都を、1998年（平成9年）10月には鎌倉を取材旅行している。取材を経て、関心は源実朝へ移り、和歌を司る神霊世界と繋がった創作者実朝の実像に迫る創作メモを残すも、結局構想のみに終わる。1999年、別荘がある軽井沢滞在中に心筋梗塞による心不全のため急逝した。戒名は禅林院文覚邦生居士。
ほかに美術・演劇や映画評などの評論も数多く残している。『信濃毎日新聞』で連載したエッセイは、「死ぬまで続ける」の言葉どおり、急逝の直前まで続き、『辻邦生が見た20世紀末』として出版されている。2004年より『辻邦生全集』が刊行された。
1980年から1999年まで、パリ5区デカルト通り (Rue Descartes) に位置するポール・ヴェルレーヌが没した建物の左隣同通り37番地に在住ないし滞在した。没後はヴェルレーヌと並び記念プレートが掲げられている。

## 受賞歴
- 1963年 - 『廻廊にて』で第4回近代文学賞
- 1969年 - 『安土往還記』で芸術選奨新人賞
- 1973年 - 『背教者ユリアヌス』で第14回毎日芸術賞
- 1995年
  - 『西行花伝』で第31回谷崎潤一郎賞
  - 『西行花伝』で第22回大佛次郎賞候補となるも、自身が選考委員を務めていたことから選考対象辞退

## 著作一覧
※は電子書籍で再刊

### 小説・戯曲
- 『廻廊にて』新潮社 1963年　のち文庫。小学館※ 2015年
- 『夏の砦』河出書房新社 1966年　のち新潮文庫、文春文庫。小学館※ 2016年
- 『異国から』（短編集）晶文社 1968年
- 『安土往還記』筑摩書房 1968年　のち新潮文庫※、改版2005年
- 『城・夜』（短編集）河出書房新社 1969年　のち河出文芸選書
- 『北の岬』（短編集）筑摩書房 1970年　のち新潮文庫※
- 『ユリアと魔法の都』（童話）筑摩書房 1971年
- 『天草の雅歌』新潮社 1971年　のち新潮文庫※
- 『嵯峨野明月記』新潮社 1971年　のち中公文庫※
- 『背教者ユリアヌス』中央公論社 1972年　のち中公文庫（上中下）、改版（全4巻※）2017年-2018年
- 『異邦にて』（短編集）角川文庫 1972年
- 『ポセイドン仮面祭』（戯曲）新潮社 書下ろし新潮劇場 1973年
- 『眞晝の海への旅』集英社 1975年　のち新潮文庫。小学館※ 2017年
- 『サラマンカの手帖から』（短編集）新潮文庫 1975年
- 『霧の聖マリ－ある生涯の七つの場所 1』中央公論社 1975年　のち文庫※ - 新編（全7冊）
- 『秋の朝 光のなかで』（短編集）筑摩書房 1976年
- 『時の扉』毎日新聞社 1977年　のち文春文庫。小学館（上下）※ 2020年
- 『見知らぬ町にて』（短編集）新潮文庫 1977年
- 『夏の海の色－ある生涯の七つの場所 2』中央公論社 1977年　のち文庫※
- 『春の戴冠』新潮社（上下） 1977年、新版（全1巻） 1996年、中公文庫（全4巻※）2008年
- 『雷鳴の聞える午後－ある生涯の七つの場所 3』中央公論社 1979年　のち文庫
- 『雪崩のくる日－ある生涯の七つの場所 4』中央公論社 1980年　のち文庫
- 『十二の肖像画による十二の物語』文藝春秋 1981年、のち『風の琴－二十四の絵の物語』 文春文庫。PHP（新装版）2015年
- 『樹の声 海の声』朝日新聞社（上中下） 1982年-1983年、のち朝日文庫（全6巻）- 白樺派の周辺にいた一華族女性をモデルとした長編
- 『雨季の終り－ある生涯の七つの場所 5』中央公論社 1982年　のち文庫
- 『もうひとつの夜へ』集英社 1983年
- 『十二の風景画への十二の旅』文藝春秋 1984年、のち『風の琴』文春文庫
- 『国境の白い山－ある生涯の七つの場所 6』中央公論社 1984年　のち文庫
- 『天使たちが街をゆく 即興喜劇』（戯曲）中央公論社 1985年
- 『雲の宴』（上下）朝日新聞社 1987年　のち文庫
- 『椎の木のほとり－ある生涯の七つの場所 7』中央公論社 1988年　のち文庫
- 『神々の愛でし海－ある生涯の七つの場所 8』中央公論社 1988年　のち文庫
- 『夜ひらく』（連作短編集）集英社 1988年　のち文庫
- 『フーシェ革命暦』（1・2） 文藝春秋 1989年 - 未完（新潮社『辻邦生全集』に未完の第3部を収録）、ジョゼフ・フーシェが主人公
- 『銀杏散りやまず』新潮社 1989年　のち文庫
- 『楽興の時 十二章』（連作短編集）音楽之友社 1990年。CD付
- 『睡蓮の午後』（連作短編集）福武書店 1990年　のち文庫
- 「辻邦生精選短篇シリーズ」阿部出版 1990年（新編での短編作品集）
  - 『スペインのかげり』
  - 『シャルトル幻想』
  - 『遠い園生』
- 『黄昏の古都物語』有学書林 1992年（同上）
- 『江戸切絵図貼交屏風』文藝春秋 1992年　のち文庫
- 『天使の鼓笛隊』（連作短編集）筑摩書房 1992年
- 『黄金の時刻の滴り』（短編集）講談社 1993、講談社文芸文庫※ 2017年
- 『西行花伝』新潮社 1995年　のち文庫※ 改版2011年
- 『光の大地』毎日新聞社 1996年
- 『花のレクイエム』新潮社 1996年  のち文庫 - 装丁版画山本容子。新装版・太郎次郎社 2015年
- 『のちの思いに』日本経済新聞社 1999年 - 未完の自伝小説。あとがき辻佐保子
- 『城・ある告別　辻邦生初期短篇集』講談社文芸文庫 2003年。全11篇

### 随筆・評論
- 『小説への序章 神々の死の後に』 河出書房新社 1968年、のち河出文芸選書、中公文庫
- 『パリの手記 1〜5』 河出書房新社 1973年-1974年、特装版（全1巻）1975年、のち文庫（全5巻）
  1. 海そして変容
  2. 城そして象徴
  3. 街そして形象
  4. 岬そして啓示
  5. 空そして永遠
- 『海辺の墓地から 辻邦生第一エッセー集 1961-1970』新潮社 1974年
- 『北の森から 辻邦生第二エッセー集 1971-1972』新潮社 1974年
- 『モンマルトル日記　一九六八 － 一九六九』集英社 1974年、のち文庫
- 『詩への旅 詩からの旅』筑摩書房 1974年
- 『霧の廃墟から 辻邦生第三エッセー集 1972-1973』新潮社 1976年
- 『時の終りへの旅』筑摩書房 1977年
- 『季節の宴から 辻邦生第四エッセー集 1974-1975』新潮社 1979年
- 『橄欖の小枝 芸術論集』中央公論社 1980年
- 『森有正 感覚のめざすもの』筑摩書房 1980年
- 『風塵の街から 辻邦生第五エッセー集 1976-1977』新潮社 1981年
- 『夏の光満ちて パリの時1』中央公論社 1982年
- 『トーマス・マン』岩波書店 1983年、のち岩波同時代ライブラリー
- 『冬の霧立ちて パリの時2』中央公論社 1983年
- 『時の果実 現代のエッセイ』朝日新聞社 1984年 - 再編本
- 『春の風駆けて パリの時3』中央公論社 1986年
- 『詩と永遠』岩波書店 1988年 - 講演集
- 『私の映画手帖』文藝春秋 1988年
- 『地中海幻想の旅から』第三文明社・レグルス文庫 1990年、中公文庫※ 2019年（解説松家仁之）- 再編本
- 『永遠の書架にたちて』新潮社 1990年
- 『時刻（とき）のなかの肖像』新潮社 1991年
- 『遥かなる旅への追想』新潮社 1992年
- 『美神との饗宴の森で』新潮社 1993年
- 『美しい人生の階段－映画ノート'88〜'92』文藝春秋 1993年
- 『言葉が輝くとき』文藝春秋 1994年 - 講演集
- 『生きて愛するために』メタローグ 一時間文庫 1994年、のち中公文庫
- 『人間が幸福であること 人生についての281の断章』海竜社 1995年 - 再編本
- 『愛、生きる喜び　愛と人生についての197の断章』海竜社 1996年 - 再編本
- 『幸福までの長い距離』文藝春秋 1997年 - 映画ノート続編
- 『風雅集』世界文化社 1998年 - 再編本・芸術論集
- 『外国文学の愉しみ』第三文明社・レグルス文庫 1998年 - 再編本
- 『薔薇の沈黙 リルケ論の試み』筑摩書房 2000年 - 未完作、あとがき辻佐保子
- 『辻邦生が見た20世紀末』信濃毎日新聞社 2000年、あとがき辻佐保子
- 『言葉の箱 小説を書くということ』メタローグ 2000年、のち中公文庫※
- 『海峡の霧』新潮社 2001年 - 巻末エッセイ・辻佐保子
- 『微光の道』新潮社 2001年 - 巻末エッセイ・辻佐保子
- 『情緒論の試み』岩波書店 2002年 - あとがき辻佐保子
- 『物語の海へ－辻邦生自作を語る』中央公論新社 2019年

### 共著
- 『若き日と文学と』（北杜夫と対談）中央公論社 1970年、のち文庫 増訂版※ 2019年
- 『対談集 灰色の石に座りて』中央公論社 1974年、のち文庫
- 『井上靖 わが文学の軌跡』篠田一士と聞き手、中央公論社 1977年、のち文庫
- 『世紀末の美と夢』（責任編集）全6巻、集英社 1986年 - 本人は序章の対談、巻末は連作小説「夜ひらく」を担当。
- 『美しい夏の行方 イタリア・シチリアの旅』中央公論社 1989年、のち文庫 - 写真堀本洋一
- 『私の二都物語 東京・パリ』中央公論社 1993年、のち文庫 - 写真小瀧達郎
- 『戦後50年を問う』信濃毎日新聞社 1994年 - 鼎談の小冊子
- 『手紙、栞を添えて』水村美苗往復書簡　朝日新聞社 1998年、のち朝日文庫、ちくま文庫
- 『若き日の友情－辻邦生・北杜夫往復書簡』新潮社 2010年、のち文庫

### 編著
- 『世界の名画6 モネと印象派』中央公論社 1972年、新装版1978年、1994年
- 『フランスわが旅』中央公論社 1977年
- 『地図を夢みる 楽しみと冒険』新潮社 1979年
- 『外国語ABZ エッセイおとなの時間』新潮社 1985年
- 『風と樹木と鳥の声 エッセイおとなの時間』新潮社 1986年
- 『古美術読本5 絵画』淡交社 1987年、光文社知恵の森文庫 2007年
- 『日本の名随筆56 海』作品社 1987年
- 『フランスの新しい風』中央公論社 1988年
- 『日本美を語る九 絢爛の装飾美 琳派絵画と障壁画』ぎょうせい 1989年。河野元昭共編
- 『絵と音の対話 音楽の森3 名随筆選』音楽之友社 1989年

### 翻訳
- マルセル・ブリヨン『死せる都市の復活』屋形禎亮共訳、みすず書房（全2巻） 1963-1964年
- 『作家の秘密－14人の作家とのインタビュー』宮本陽吉・高松雄一共訳、新潮社 1964年。フランス語作家を担当
- 『モネ 世界の巨匠』ウィリアム・ザイツ解説、井口濃共訳、美術出版社 1968年、新版1991年ほか
- 『コクトーの食卓』レーモン・オリヴェ、コクトー画、講談社 1985年
- ジャン・コクトー、ルイ・アラゴン『美をめぐる対話』筑摩書房 1991年
- クリストフ・バタイユ(Christophe Bataille)『安南 愛の王国』堀内ゆかり[7]共訳 集英社 1995年
- クリストフ・バタイユ『アブサン・聖なる酒の幻』堀内ゆかり共訳 集英社 1996年
- クリストフ・バタイユ『時の主人』堀内ゆかり共訳 集英社 1997年

### 作品集
- 『新鋭作家叢書 辻邦生集』河出書房新社 1971年
- 『辻邦生作品』全6巻、河出書房新社 1972-1973年
- 『辻邦生全短篇』中央公論社 1978年、中公文庫（全2巻）1986年
- 『新潮現代文学64 辻邦生』新潮社 1979年
- 『辻邦生歴史小説集成』全12巻、岩波書店 1992-1993年
- 『辻邦生全集』全20巻[8]、新潮社 2004-2006年

## 外国語訳
- The Signore : Shogun of the Warring States「安土往還記」スティーヴン・スナイダー　講談社インターナショナル 1989年

## 映像・音声
- 映画『北の岬』 監督熊井啓、主演加藤剛、田中絹代、1976年
- NHKドラマ『天草の雅歌』 主演岩下志麻、中山仁、1972年
- ラジオドラマ『西行花伝』CD4枚組（日本音声保存、2006年）竹本住大夫、日下武史、坂東八十助、北村和夫